# Hazel (tecknad serie)
Hazel är en amerikansk tecknad serie av Ted Key om ett inneboende hembiträde som arbetar hos en medelklassfamilj. Ted Key kom på figuren 1943 under en dröm och skickade nästa morgon in serien till The Saturday Evening Post, där den snabbt blev populär. Sedan 1969 syndikeras den av King Features Syndicate, men efter 1993, då Key avslutade produktionen, är det dock enbart reprisavsnitt som går i tryck.

## Television
Keys serie blev en TV-serie Hazel, med Shirley Booth i titelrollen. Serien vann två Emmy Award och sändes i NBC 1961-1964, och därefter ytterligare en säsong, 1965, i CBS.

## Priser och utmärkelser
Key vann National Cartoonists Societys pris "Newspaper Panel Cartoon Award for 1977" för Hazel.

### Fotnoter
1. ↑  Weber, Bruce. "Ted Key, 95, Creator of 'Hazel' Cartoon, Is Dead", The New York Times, 8 maj 2008